# Blitzmädels an die Front
Blitzmädels an die Front ist ein deutscher Kriegsfilm des Regisseurs Werner Klingler aus dem Jahr 1958 mit Eva Ingeborg Scholz, Antje Geerk, Horst Frank und Klausjürgen Wussow in den Hauptrollen. Das Drehbuch verfassten Hans Hellmut Kirst und Johann Alexander Hübler-Kahla. In der Bundesrepublik Deutschland kam der Streifen das erste Mal am 22. August 1958 in die Kinos.

## Handlung
1944: Gegen Ende des Zweiten Weltkrieges wird die Oberführerin Hanna Helmke – zusammen mit 30 Helferinnen (wegen des Emblems auf der Uniform umgangssprachlich „Blitzmädel“ genannt) – zu der Nachrichtenzentrale eines Feldflugplatzes abgesandt, den die deutsche Luftwaffe nahe der Westfront in Frankreich errichtet hat. Oberleutnant Wagner hat seine Überzeugung, dass der Krieg noch zu gewinnen sei, längst über Bord geworfen und macht daraus auch keinen Hehl. Er hält deshalb die Abordnung der Mädchen für sinnlos. Wegen seiner freimütigen Äußerungen gerät er bald in Konflikt mit Hanna Helmke. Die hat nur ihre Dienstvorschriften im Kopf und ist gewohnt, Befehle sowohl entgegenzunehmen als auch zu erteilen.
Die Invasion der Alliierten lässt nicht lange auf sich warten. Diesen Umstand nehmen Regisseur und Drehbuchautoren zum Anlass, diverse Einzelschicksale zu schildern. Einige Blitzmädels sterben im feindlichen Bombenhagel, eine andere sieht als vermeintliche Deserteurin dem nahezu sicheren Todesurteil eines Kriegs- bzw. Standgerichts entgegen. Auch eine Liebesgeschichte zwischen einer Wehrmachthelferin und einem Franzosen, mit ihrem tragischen Ende, ist eingebaut.
Angesichts der drohenden Einnahme der Kaserne durch alliierte Truppen, erhält Helmke die Erlaubnis, mit ihren „weiblichen Soldaten“ abzuziehen. Ein anfangs noch hartherziger Hauptmann lässt die Nachrichtenhelferinnen schließlich den letzten abgehenden Zug besteigen, unter der Bedingung, dass sie sich um die per Bahn transportierten Verwundeten kümmern.

### Produktionsnotizen
Die Dreharbeiten fanden 1958 unter anderem im Filmatelier Göttingen statt.

## Kritik
„Politisch und moralisch fragwürdiger Kriegsfilm in vorgeblich dokumentarischem Stil.“

## Quelle
- Programm zum Film aus dem Verlag Das Neue Film-Programm, Mannheim, Nr. 4014